# Puno
Puno er en by i den sydøstlige del af Peru, hovedstad i regionen der også hedder Puno. Byen har et indbyggertal (pr. 2005) på cirka 118.000, og ligger på bredden af Titicaca-søen